# Francesco Gavazzi
Francesco Gavazzi (Morbegno, 1º agosto 1984) è un ex ciclista su strada italiano, è stato professionista dal 2007 al 2023, ha vinto una tappa alla Vuelta a España 2011.
Nel 2010 e nel 2011 ha rappresentato la Nazionale italiana ai campionati del mondo. Nel 2013 ha vestito per un giorno, al termine della seconda tappa, la maglia di leader alla Vuelta al País Vasco.

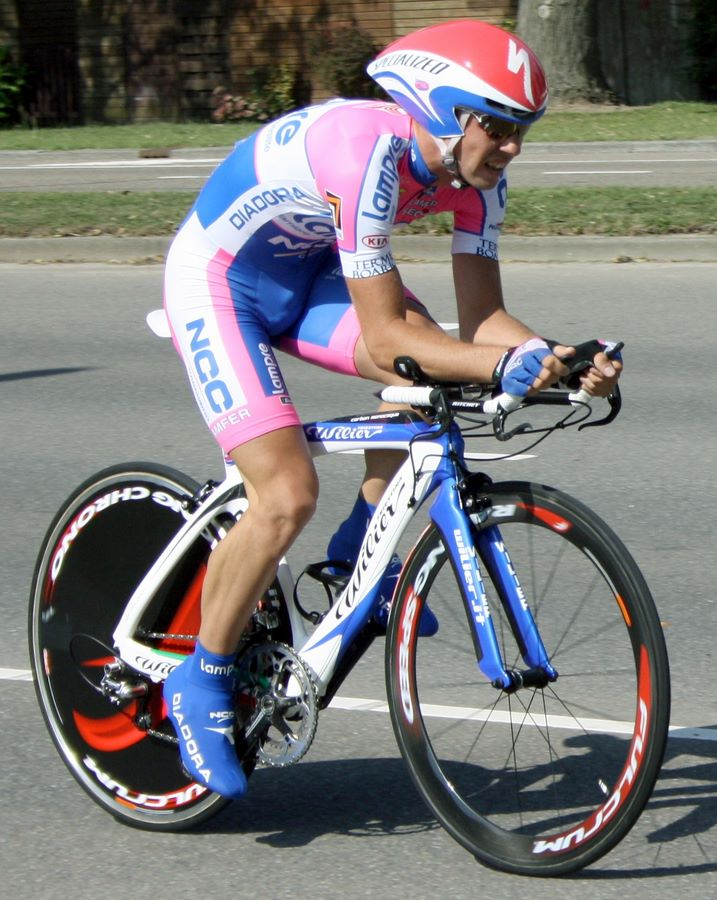
Francesco Gavazzi impegnato in una cronometro dell'Eneco Tour 2009.

## Palmarès
- 2003 (Bottoli-Artoni Under-23, una vittoria)

6ª tappa Giro della Valle d'Aosta
- 2005 (Egidio-Unidelta-Garda-Colibrì Under-23, una vittoria)

Circuito di Bibano di Godega
- 2006 (Unidelta-GLS Under-23, sei vittorie)

4ª tappa Giro Baby
Campionati italiani, Prova in linea Under-23
Trofeo Unidelta
Trofeo Sportivi di Briga
Classifica generale Giro della Toscana Under-23
Giro del Canavese
- 2009 (Lampre-N.G.C., una vittoria)

Rund um die Nürnberger Altstadt
- 2010 (Lampre-Farnese Vini, tre vittorie)

1ª tappa Giro di Sardegna (Olbia > Bonorva)
3ª tappa Vuelta al País Vasco (Viana > Amurrio)
Coppa Agostoni
- 2011 (Lampre-ISD, quattro vittorie)

5ª tappa Vuelta al País Vasco (Eibar > Zalla)
6ª tappa Volta a Portugal (Aveiro > Castelo Branco)
10ª tappa Volta a Portugal (Sintra > Lisbona)
18ª tappa Vuelta a España (Solares > Noja)
- 2012 (Astana Pro Team, una vittoria)

3ª tappa Tour of Beijing (Men Tou Gou > Badaling)
- 2016 (Androni Giocattoli-Sidermec, due vittorie)

2ª tappa Volta a Portugal (Viana do Castelo > Fafe)
Memorial Marco Pantani
- 2018 (Androni Giocattoli-Sidermec, una vittoria)

1ª tappa Vuelta a Burgos (Burgos > Burgos)
- 2019 (Androni Giocattoli-Sidermec, una vittoria)

4ª tappa Tour du Limousin (Confolens > Limoges)

### Altri successi
- 2010 (Lampre-Farnese Vini)

Classifica generale Trittico Lombardo

## Piazzamenti

### Grandi Giri
- Giro d'Italia

2008: 84º
2009: 69º
2015: 58º
2018: 53º
2019: 58º
2021: 29º
2022: 67º
2023: 67º
- Tour de France

2010: 102º
2013: 84º
- Vuelta a España

2011: 57º

### Classiche monumento
- Milano-Sanremo

2009: 17º
2010: 70º
2011: ritirato
2012: 29º
2013: ritirato
2014: ritirato
2016: 20º
2017: 15º
2019: 96º
2020: 83º
2022: 44º
2023: 58º
- Giro delle Fiandre

2014: ritirato
- Liegi-Bastogne-Liegi

2008: 104º
2009: ritirato
2010: 76º
2011: 68º
2012: ritirato
2013: 84º
- Giro di Lombardia

2007: 79º
2008: 45º
2009: 61º
2010: ritirato
2011: ritirato
2012: ritirato
2013: ritirato
2014: ritirato
2015: 34º
2016: ritirato
2017: ritirato
2018: ritirato
2021: ritirato

### Competizioni mondiali
- Campionati del mondo su strada

Salisburgo 2006 - In linea Under-23: 4º
Geelong 2010 - In linea Elite: ritirato
Copenaghen 2011 - In linea Elite: 77º

### Competizioni europee
- Campionati europei

Valkenburg 2006 - In linea Under-23: 3°